# 니시카타촌 (후쿠시마현)
니시카타촌(西方村)은 후쿠시마현 오누마군에 있던 촌이다. 1955년 7월 20일 니시카타촌, 미야시타촌 등 2개 촌이 합병하여 미시마촌이 신설되고 폐지되었다.

## 역사
- 1889년 4월 1일 - 정촌제 시행에 의해 4촌의 구역을 가지고 가와니시촌이 성립하였다.
- 1917년 9월 25일 - 가와니시촌이 개칭해 니시카타촌이 되었다.
- 1955년 7월 20일 - 니시카타촌 및 미야시타촌 등 2개 촌이 합병하여 미시마촌이 신설되고,[1][2] 니시카타촌 등은 폐지되었다.

## 교통

### 철도
- 일본국유철도 다다미선

하야토역이 니시카타촌이었던 지역에 있으나, 니시카타촌 당시에는 미개통(합병 이듬해인 1956년 개업)이었다.

### 도로
- 국도 252호선